# Fofoca (canção)
"Fofoca" é uma canção da cantora e dubladora brasileira Vic Brow, gravada para seu primeiro álbum de estúdio Ninguém é Tão Ocupado Assim. Conta com participação do cantor e drag queen Grag Queen. A canção foi lançada para download digital e streaming através da Head Media como nono single de Ninguém é Tão Ocupado Assim em 19 de maio de 2023.

## Antecedentes e lançamento
Composta pela própria Vic em parceria com Carol Biazin e Los Brasileros, que também são os produtores de todo o projeto Ninguém é Tão Ocupado Assim, a faixa foco une a estrutura clássica de notas de blues e a uma roupagem que em nada tem a ver com blues, quiçá até esbarra no tipo de som que se fazia nos anos 2000. "Fofoca" foi lançada para download digital e streaming em 19 de maio de 2023.

## Videoclipe
Dirigido por Ygor de Oliveira, o videoclipe foi gravado em São Paulo. Na produção, Brow e Grag surgem em uma vizinhança com um estereótipo de fofoqueiras de bairro.
| “ | Nas ruas de Bangu, onde minha avó mora e eu passava as férias quando criança, me chamava muita atenção o estereótipo de fofoqueira de bairro, aquela mulher de mais idade, aposentada, filhos criados e com tempo sobrando pra colocar uma cadeira de praia na porta de casa pra olhar o movimento da rua enquanto o feijão tá na panela de pressão e o bob no cabelo tá agindo. Minha avó não fazia parte desse estereótipo, mas morava no final da rua, então sempre que eu ia visitá-la eu desfilava na frente de dezenas de fofoqueiras com suas cadeiras de praia ao longo do caminho. | ” |
|   | — Vic Brow , em entrevista ao Terra. |   |

O videoclipe teve sua estreia uma semana após o lançamento da canção das plataformas digitais.

## Faixas e formatos
| Download digital / streaming |          |         |  |
| N.º                          | Título   | Duração |  |
| 1.                           | "Fofoca" | 2:31    |  |

## Histórico de lançamento
| Região | Data               | Formato(s)                 | Gravadora(s) | Ref.  |
| ------ | ------------------ | -------------------------- | ------------ | ----- |
| Várias | 19 de maio de 2023 | Download digital streaming | Head Media   | [ 4 ] |